# Euonymus revolutus
Euonymus revolutus är en benvedsväxtart som beskrevs av Wight. Euonymus revolutus ingår i släktet Euonymus och familjen Celastraceae. Inga underarter finns listade.